# China Telecom
China Telecom Corp., Ltd. là một công ty viễn thông của Trung Quốc. Nó là một trong những công ty niêm yết của Tổng công ty Viễn thông Trung Quốc thuộc sở hữu nhà nước. Cổ phiếu H của nó đã được giao dịch trên Sở Giao dịch Chứng khoán Hồng Kông kể từ ngày 15 tháng 11 năm 2002. Nó là một thành phần của Chỉ số Doanh nghiệp Trung Quốc Hang Seng, chỉ số cho cổ phiếu H của các công ty niêm yết do nhà nước kiểm soát.
China Telecom là một thương hiệu của China Telecommunications Corporation (Tập đoàn Viễn thông Trung Quốc), nhưng sau khi Trung Quốc tự do hóa thị trường, doanh nghiệp nhà nước đã tách thương hiệu này ra và điều hành nó như một công ty riêng biệt, đưa nó lên sàn chứng khoán Hồng Kông.
Tính đến  năm 2017, có 153 triệu khách hàng sử dụng dịch vụ internet của China Telecommunications Corporation, với 134 triệu trong số đó thuộc về China Telecom Corp., Ltd.